# Індіанське язичництво

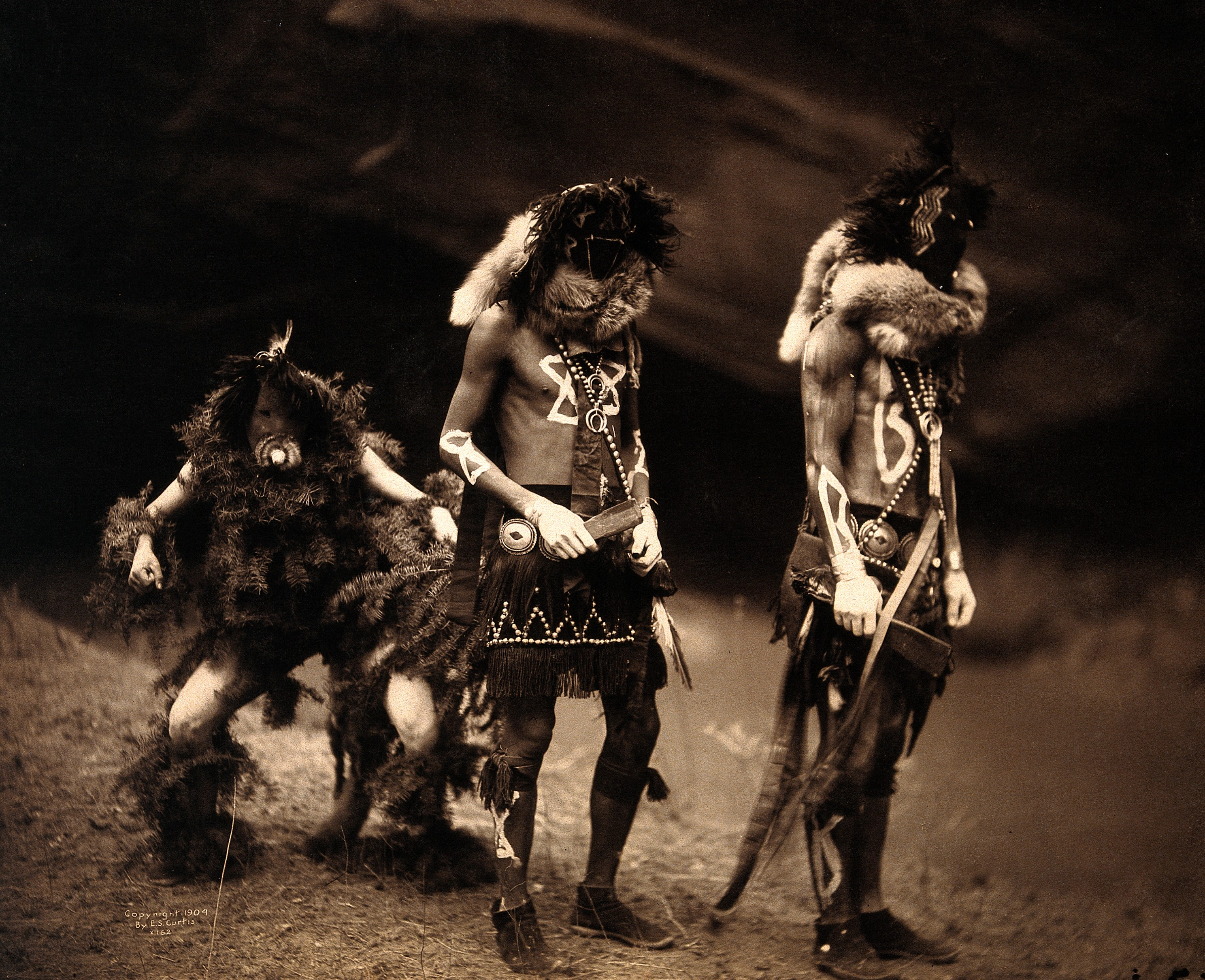
Чоловіки навахо в костюмах То Нейнілі, Тобадзіскіні, Найенезгані (1904)

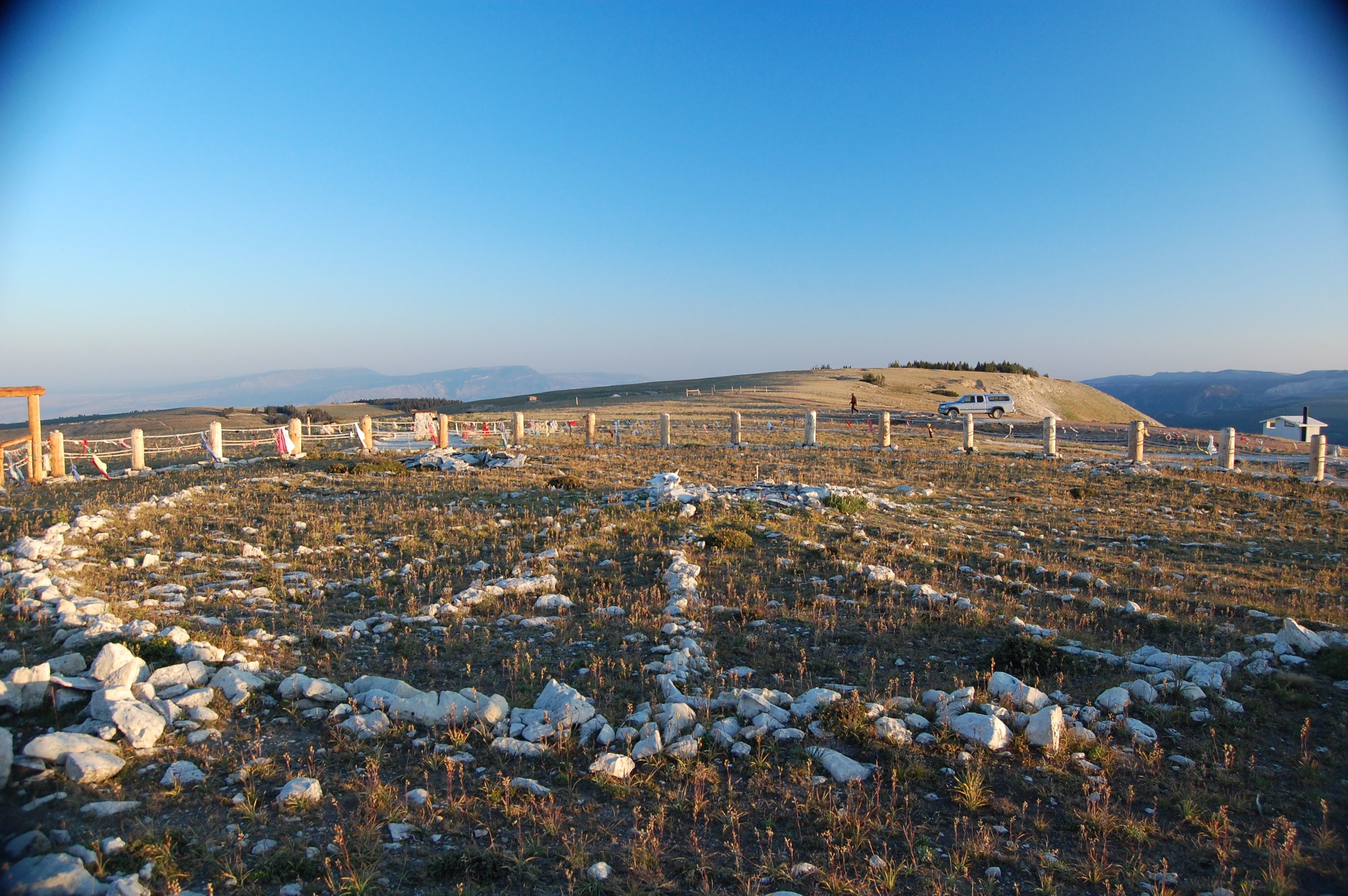
Біг Хорн Медичне колесо, Вайомінг

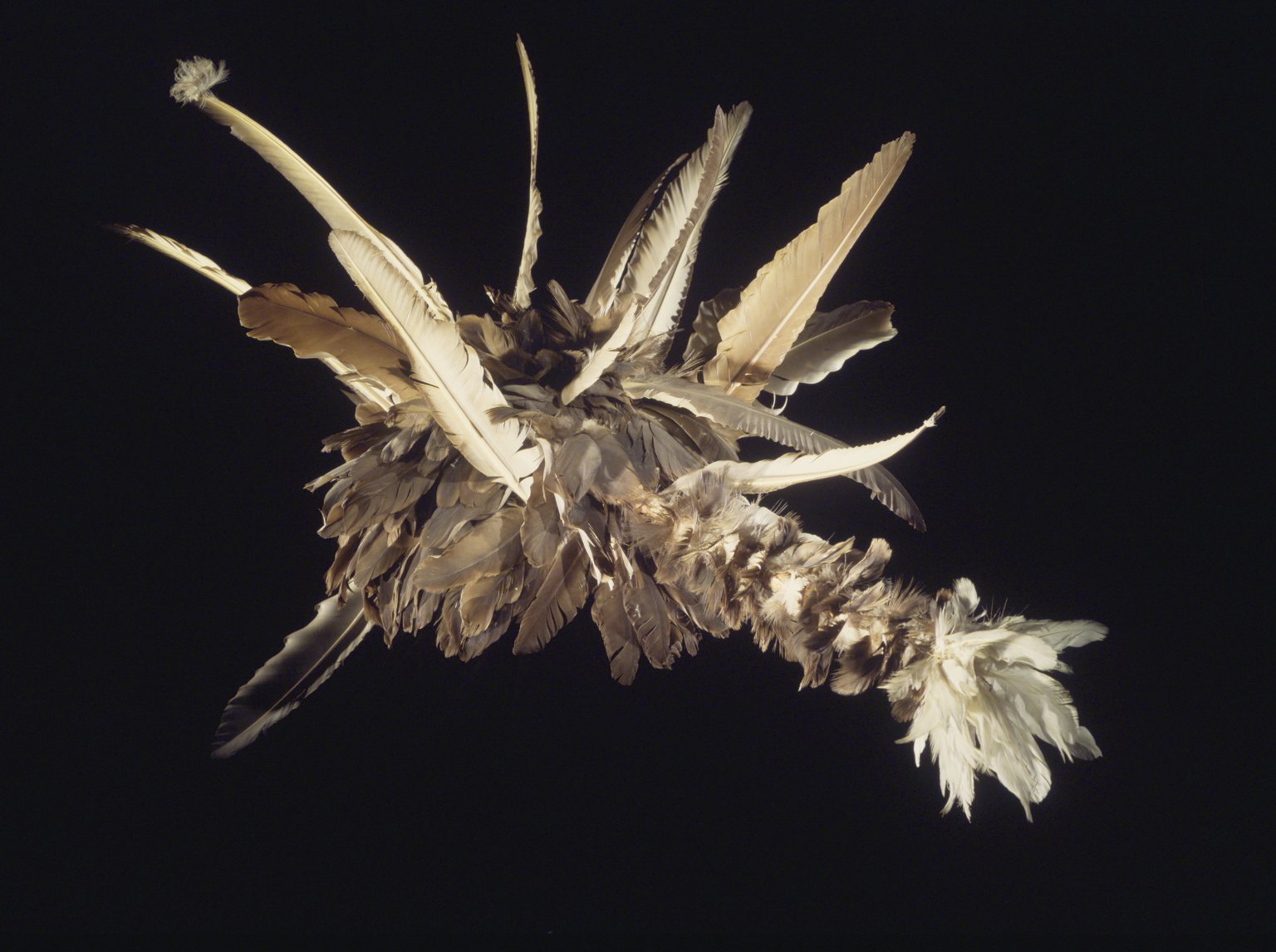
Головний убір лікаря, помо

Релігії корінних американців — це духовні практики корінних американців у Сполучених Штатах. Церемонії можуть дуже відрізнятися і базуються на відмінних історіях і віруваннях окремих націй, племен і груп. Ранні європейські дослідники описували окремі племена корінних американців і навіть невеликі групи, які мали власні релігійні практики. Теологія може бути монотеїстичною, політеїстичною, генотеїстичною, анімістичною, шаманістичною, пантеїстичною або будь-якою їх комбінацією, серед іншого. Традиційні вірування зазвичай передаються у формі усних історій, історій, алегорій і принципів.

## Огляд
Починаючи з 1600-х років, європейські християни, як католики, так і представники різних протестантських конфесій, намагалися навернути індіанські племена від їхніх попередніх вірувань до християнства. Після здобуття Сполученими Штатами незалежності наприкінці 1700-х років їхній уряд продовжував пригнічувати звичаї корінного населення та сприяти насильницькому наверненню. Урядові установи та релігійні організації часто співпрацювали в цих спробах насильницького навернення. У багатьох випадках насильство використовувалося як інструмент придушення, як, наприклад, під час насильницького викорінення урядом практикуючих Танець привидів у 1890 році.
На початку 20-го століття американський уряд почав звертатися до менш насильницьких засобів придушення релігійних вірувань корінних американців. Було ухвалено низку федеральних законів, які забороняють традиційні обряди корінного населення, такі як бенкети, церемонії Танцю Сонця та використання парн тощо. Це урядове переслідування та судове переслідування офіційно тривали до 1978 року з прийняттям Закону про свободу віросповідання американських індіанців (AIRFA), хоча стверджувалося, що AIRFA мав незначний реальний вплив на захист релігійних переконань корінних жителів.
Іншою важливою системою релігійного придушення було вилучення дітей корінних американців із їхніх сімей у систему фінансованих урядом і керованих церквою шкіл-інтернатів американських індіанців (також відомих як школи-інтернати). У цих школах дітей корінних жителів насильницьким шляхом примушували вивчати та практикувати християнські вірування та цінності європейсько-американської білої культури та англійську мову, водночас їм забороняли говорити рідною мовою та сповідувати власні культурні переконання. Ця система насильницького навернення та придушення корінних мов і культур тривала упродовж 1970-х років.
Деякі некорінні антропологи оцінюють членство в традиційних індіанських релігіях у 21 столітті близько 9000 осіб. Оскільки корінні американці, які практикують традиційні церемонії, зазвичай не мають громадських організацій або членських списків, ці оцінки «членів», ймовірно, значно нижчі, ніж фактична кількість людей, які беруть участь у традиційних церемоніях. Духовні лідери корінних американців також відзначають, що ці академічні оцінки суттєво занижують кількість учасників, оскільки століття переслідування федеральним урядом США та переслідування традиційних церемоній змусили віруючих сповідувати свою релігію в таємниці. Багато прихильників традиційних духовних шляхів також відвідують християнські служби, принаймні деякий час, що також може вплинути на статистику. Оскільки 80 років тих попередніх судових переслідувань закінчилися AIRFA, деякі священні місця в Сполучених Штатах тепер є охоронюваними територіями згідно із законом.

## Основні індіанські релігії

### Західна Америка

#### Релігія корінних жителів Аляски
Традиційна релігія корінних жителів Аляски передбачає посередництво між людьми та духами, душами та іншими безсмертними істотами.

#### Релігія Земної Ложі
Релігія Земної Ложі була заснована племенами північної Каліфорнії та південного Орегону, такими як вінтун. Воно поширилося серед таких племен, як ачумаві, шаста та сілець. Він також був відомий як «Теплий домашній танець» серед помо. Воно передбачало події, подібні до тих, які передбачав Танець привидів, наприклад повернення предків або кінець світу. Релігія Земної Ложі вплинула на пізнішу релігійну практику, Танець мрії, що належав кламатам та модокам.

#### Релігія Лонгхауса

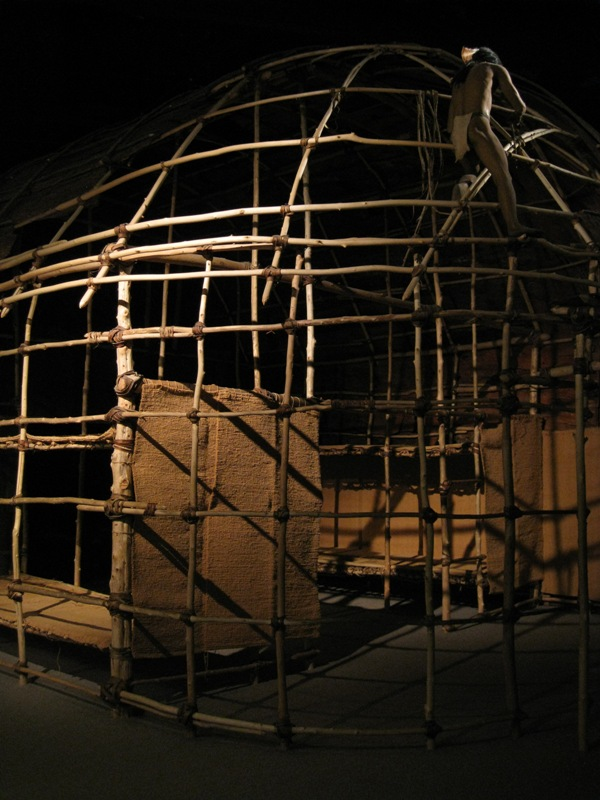
Ця копія довгого будинку шести націй (Haudenosaunee) презентує місце, де відбуваються традиційні практики.

Релігія Лонгхауса — це популярна назва релігійного руху, відомого як Кодекс Гарного Озера або Gaihwi: io («Добре Послання»), заснованого в 1799 році пророком сенеки Гарне Озеро (Sganyodaiyoʔ). Цей рух поєднує та переосмислює елементи традиційних релігійних вірувань ірокезів з елементами, запозиченими з християнства, насамперед від квакерів. Зараз у Gaihwi:io близько 5000 практикуючих членів. Спочатку Gaihwi:io була відома як «нова релігія» на противагу домінуючим анімістичним віруванням, але згодом стала відомою як «стара релігія» на противагу християнству.

#### Релігія Ваашат
Релігія Ваашат, яку також називають релігією васані (вашані), релігією семи барабанів, релігією Лонгхауса (окремо від релігії Лонгхауса ірокезів) і вірою Мрійника (або іноді культом Мрійника), є вірою, яка все ще зберігається серед деяких сучасних корінних жителів. спільноти. Washani, що означає «танцюристи» або «поклоніння», було відповіддю на тиск з боку американських поселенців того часу, щоб корінні жителі переселилися або стали «цивілізованими». Індіанець Ванапум Смохалла (бл. 1815—1895) спочатку створив релігію в районі річки Колумбія в сучасному Вашингтоні, і з часом вона поширилася на північний захід Тихого океану. Смогалла стверджував, що уві сні йому були видіння, де він відвідав духовний світ і був відправлений назад, щоб навчати свій народ. Він проповідував повернення до споконвічного способу життя мисливців-збирачів на противагу землеробству до впливу колонізаторів, наголошуючи на утриманні від алкоголю та очищенні від впливу білих. Смогаллу іноді називали Ююніпіткана, що означає «гора, що кричить», тому що було сказано, що його мудрість походить від гори, яка говорить у його душі.
Релігія поєднувала елементи християнства з віруваннями місцевих жителів, викладаючи подібні історії походження, як католицизм, і вважала неділю священним днем, водночас остаточно відштовхуючись від так званої цивілізованої людини, яку білі люди ідеалізували. Незважаючи на це, Смогалла відкидав християнський пуританський ідеал сильної трудової етики та орання землі. Дві відомі цитати Смогалли «Ти просиш мене орати землю! Чи візьму я ножа та роздеру материнську пазуху?» і «Мої юнаки ніколи не будуть працювати. Люди, які працюють, не можуть мріяти, і мудрість приходить до нас уві сні», — демонструють ці орендарі. Елементи релігії, натхненні місцевими жителями, включали танець Waashat, танець, який включає сім барабанщиків, бенкет із лососем, використання пір'я орла та лебедя та священну пісню, що співається щосьомого дня.
Віра Мрійника передвіщала пізніші Танці привидів рівнинних народів, іншу релігію, яка намагалася позбавити корінних жителів від білих людей та їхніх впливів через мирну релігію. Такі релігії ускладнювали асиміляцію або контроль над племенами Сполученими Штатами, оскільки США намагалися перетворити рівнинні племена з мисливців-збирачів на фермерів; землеробство вважалося більш цивілізованим і кращим використанням землі. Вони хотіли переробити корінних жителів, але виявили проблему з тими, хто дотримувався релігії Waashat: «Їхня модель людини — індіанець; вони прагнуть бути індіанцями і нічим іншим». (TB Odeneal) Зрештою Смогалла був ув'язнений, намагаючись придушити потенційне повстання корінних народів, але його релігія продовжувала виживати без нього.

#### Рідна шейкерська релігія
Також відома як Tschida, місцева релігія шейкерів була під впливом релігії Ваашат і заснована Джоном Слокумом, членом острова Скваксін. Назва походить від тремтіння та посмикування, які використовували учасники, щоб змахнути свої гріхи. Релігія поєднує християнство з традиційними індіанськими вченнями. Ця релігія все ще практикується сьогодні в індіанській церкві Шейкер.

### Арктика

#### Релігія інуїтів
Традиційні релігійні практики інуїтів включають анімізм і шаманізм, у яких духовні цілителі виступають посередниками з духами.

### Великі рівнини

#### Танець привидів

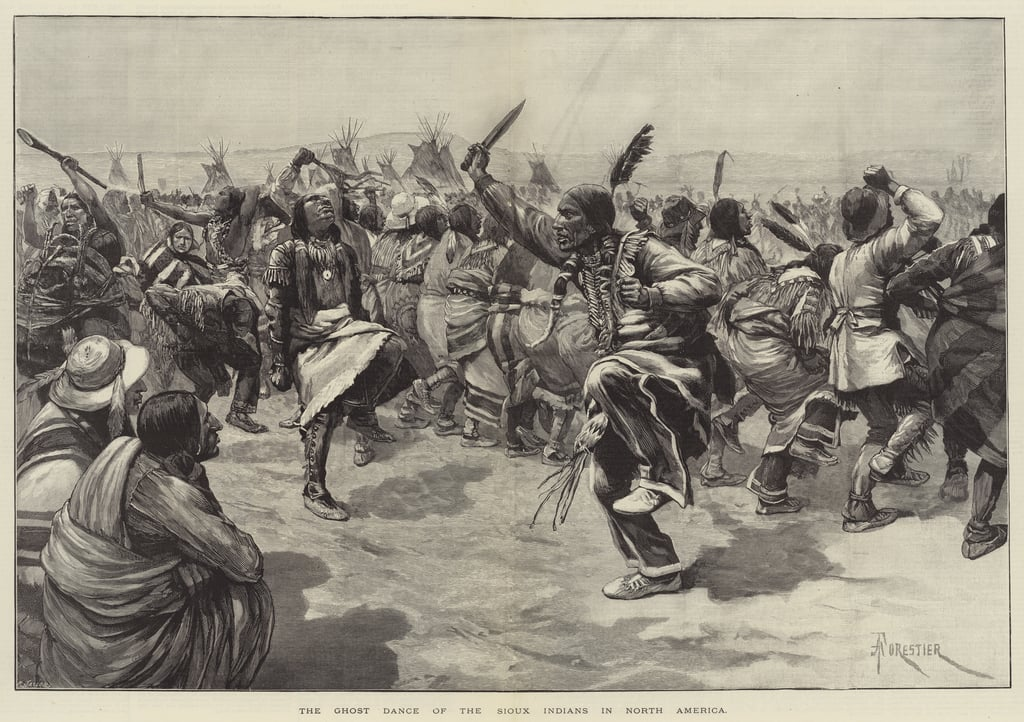
1891 Танець привидів сіу. Рух «Танець привидів» вплинув на багато індіанських громад.

Рух «Танець привидів» кінця 1800-х років був рухом за відродження релігійної діяльності на заході Сполучених Штатів. Спочатку заснований як місцева церемонія в Неваді пророком паютів Водзивобом, рух не набув широкої популярності до 1889—1890 років, коли Рух танцю привидів заснував Вовока (Джек Вілсон), який також був північним паютом. Танець привидів був створений під час геноциду, щоб врятувати життя корінних американців, дозволивши їм пережити поточні та прийдешні катастрофи, закликаючи мертвих до боротьби за них і щоб допомогти їм вигнати колоністів з їхньої землі.
У грудні 1888 року Вовока, якого вважали сином знахаря Тавібо (Нуму-тібоо), захворів на лихоманку під час сонячного затемнення, яке відбулося 1 січня 1889 року. Після одужання він стверджував, що відвідав духовний світ і Вищу Істоту і передбачив, що світ незабаром закінчиться, а потім буде відновлений до чистого стану в присутності Месії. Усі корінні американці успадкували б цей світ, включаючи тих, хто вже був мертвим, щоб жити вічно без страждань. Щоб досягти цієї реальності, Вовока заявив, що всі корінні американці повинні жити чесно та уникати шляхів білих (особливо вживання алкоголю). Він закликав до медитації, молитви, співу та танців як альтернативи оплакуванню померлих, бо вони скоро воскреснуть. Послідовники Вовоки бачили в ньому форму месії, і він став відомий як «Христос червоної людини».
Тавібо брав участь у Танці привидів 1870 року і мав подібне бачення Великого Духа Землі, який усуває всіх білих людей, а потім землетрусу, який усуває всіх людей. У видінні Тавібо було зроблено висновок про те, що корінні американці повернуться жити у відновленому середовищі і що воскреснуть лише ті, хто вірить у його одкровення.
Ця релігія поширилася серед багатьох племен у резерваціях на Заході, включаючи шошонів, арапахо, шайенів і сіу (дакота, лакота та накота). Фактично, деякі групи лакота і дакота настільки відчайдушно шукали надії в цей період примусового переселення та геноциду, що після паломництва до Невадського танцю привидів у 1889—1890 роках вони стали більш войовничими у своєму опорі білим колоністам. Кожна нація, яка прийняла спосіб танцю привидів, надала власне розуміння церемонії, яка включала передбачення, що білі люди зникнуть, помруть або будуть вигнані назад через море. На зібрання «Танець привидів» у Вундед-Ні в грудні 1890 року вторглася Сьома кавалерійська армія, яка вбила беззбройних людей лакота і дакота, переважно жінок, дітей і людей похилого віку.
Найперший танець привидів сильно вплинув на такі релігії, як Земна Ложа, Релігія Боле-Мару та Танець Мрій. Нація каддо та кілька інших спільнот досі практикують танець привидів, хоча зазвичай таємно.

### Північно-Східна Америка

#### Внутрішня частина Гудзонової затоки/Субарктика

##### Омускеговук
Вірування подібні до систем анішинаабе, інша структура.

#### Район Великих озер

##### Оджибва/Анішинаабе
Традиційні системи вірувань анішинаабе — це системи вірувань народів анішинаабе.

### Мексика і Центральна Америка

#### Мексикайотль
Мексикайотль (слово мовою науатль означає «суть мексиканця», «мексиканство»; іспанською: Mexicanidad; див. -yotl) — рух, що відроджує місцеву релігію, філософію та традиції стародавньої Мексики (ацтекську релігію та ацтекську філософію) серед мексиканського народу.
Рух виник у 1950-х роках, очолюваний інтелектуалами Мехіко, але суттєво виріс на масовому рівні лише нещодавно, поширившись також на чикано Північної Америки. Їхні ритуали включають мітотилізацію. Послідовники, які називаються Мексикатль (однина) і Мексиках (множина), або просто Мексика, є переважно міськими та приміськими людьми.
Рух Мексикайотль розпочався в 1950-х роках із заснування групи Nueva Mexicanidad Антоніо Веласко Пінья. У ті ж роки Родольфо Ньєва Лопес заснував Movimiento Confederado Restaurador de la Cultura del Anáhuac, співзасновником якого був Франсіско Хіменес Санчес, який у наступні десятиліття став духовним лідером руху Мексикайотль, наділеного почесним Тлакаелем. Він глибоко вплинув на формування руху, заснувавши In Kaltonal («Будинок Сонця», яку також називають корінною мексиканською церквою) у 1970-х роках.
Починаючи з 1970-х років Мексикайотль розвивався в мережі місцевих культових і громадських груп (так звані кальпулі) і поширювався серед мексиканських американців або чиканос у Сполучених Штатах. Він також розвинув тісні зв'язки з мексиканськими національними рухами і націоналізмом Чикано. Рідна мексиканська церква Санчеса (яка є конфедерацією кальпулісів) була офіційно визнана урядом Мексики у 2007 році.

#### Крузооб майя
Крузо'об — це ім'я, яким називали групу повсталих юкатек-майя під час расової війни, що точилася на півострові Юкатан з 1847 по 1901 рік. Термін складається зі слова хрест в іспанській мові та множини o'ob з мови майя. Війна каст, розпочата громадським рухом у 1847 році, через три роки вона набула релігійного характеру з появою Хреста Майя (Хреста, що промовляє). Згідно з легендою, культ Хреста приписують солдатам Хосе Марія Баррера, Мануелю Науату та Хуану де ла Крус Пуку. Баррера покинув ряди уряду Юкатеки, щоб приєднатися до бунтівних майя. У 1850 році, згідно з білими юкатеками, поблизу сеноту Баррера сформував три хрести на дереві, за допомогою Мануеля Науата, майя з навичками чревомовства, їм вдалося переконати його супутників у відкритті «святого хреста». У версії легенди майя Хрест з'явився біля сеноту і надихнув майя на продовження боротьби. 15 жовтня 1850 року з'являється проголошення Хуана де ла Крус Пука, який був лідером майя та тлумачем хреста. Святий хрест майя є найвищим символом бунтівних юкатецьких майя, а Хуан вважається пророком. Проповіді та пророцтва Хуана де ла Крус Пука зібрані в A'almaj T'aan, який вважається Біблією серед віросповідання крузооб. Бунтівні майя вірили, що через хрест Бог спілкувався з ними. Таким чином було засновано місто Но Ках Санта Круз Балам Нах Кампоколче Ках і культ Святого Хреста (Хреста, що промовляє), місце стало столицею держави майя, відомої як Чан Санта Круз (Малий Святий Хрест).
23 березня 1851 року на громаду напала Юкатеканська армія під наказом полковника Новело, під час облоги Мануель Науат загинув, а полковник забрав три хрести. Хосе Марія Баррера пережив напад, знову встановив культ Хреста, який відтоді спілкувався з майя лише письмово. Баррера помер наприкінці 1852 року, але культ зберігся, і послідовників Хреста стали називати крузооб. Повстанці були організовані у військову теократію, подібну до доіспанських моделей. Вищим лідером був Тата Чікюк, політично-релігійним лідером був Нохоч Тата, а доглядачем хреста був Тата Полін. Навпаки, білі були відомі як дзулоб (дзул в однині). Віра Крузооб почалася як синкретична релігія між християнством і духовністю майя. Віра практикується в основному в мексиканському штаті Кінтана-Роо і в меншій мірі в північному Белізі.

### Усенародні традиції

#### Церква індіанців

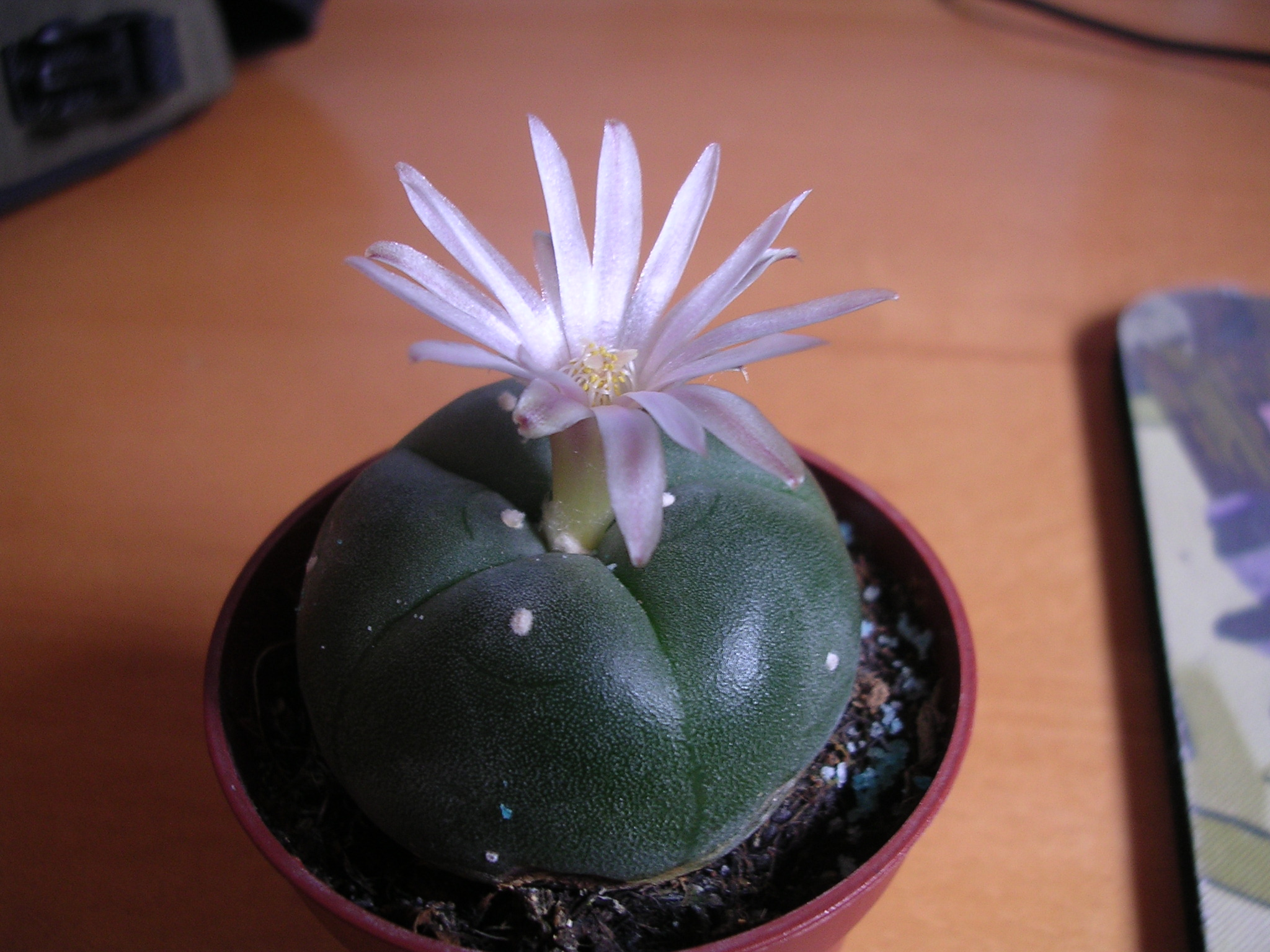
Квітучий кактус пейот

Релігія пейоту (юридична назва та більш відома як Церква корінних американців), також іноді звана «Дорога пейоту» або «Шлях пейоту», — це релігійна традиція, що передбачає церемоніальне та священне використання Lophophora williamsii (пейот). Використання пейоту в релігійних цілях налічує тисячі років, і деякі вважають, що він походить від одного з таких племен: каррізо, ліпан апачі, мескалеро апачі, тонкава, каранкава або каддо з рівнин. Крі, каррізо та ліпанські апачі є трьома найімовірнішими джерелами. У Мексиці уїчолі, тепехуан та інші корінні мексиканці використовують пейот. З того часу, незважаючи на кілька спроб зробити церемонії пейоту незаконними, церемоніальне використання пейоту поширилося з району Мексики до Оклахоми та інших західних частин Сполучених Штатів. До відомих членів Церкви корінних американців (NAC) належать Куана Паркер, засновник NAC, і Біг Мун із племені кайова.

### Танець Стомп
Стомп-танець, який називають «сайвткетв» у маскогі-крик, «хілха» у племен чикасо та чокто, та «гатійо алісгісді» у племені черокі, є релігійною/соціальною традицією, яку відзначають деякі корінні жителі південно-східних лісів. Відомо, що його святкують або святкували раніше: маскогі-крик, алабама, коасаті, куза, Коуета, Таскігі, ямасі, окфускі, ючі, Чіаха, Куссіта, Окмалгі, семіноли, чикасо, чокто, черокі, хайнаї, набедаче, набіті, накогдоче, наконо, надако, насоні, нечауї, нече, кадохадачо, нанацого, доусітоні, адаї, кахіньйо, ейїш, Уачіта, тула, ятасі, натчези, пеорія, маямі, шауні, оттава, ленапе, тускарора, хоума, чакчіума, Сенека-Каюга, а також багато інших, хто належав до міссісіпської сфери ідеологічної взаємодії.
Стомп-танець, якщо він церемоніальний, зазвичай проводиться на спеціальному танцювальному майданчику, але його можна проводити де завгодно, якщо це соціальний характер. Цьому може передувати гра в стікбол, гра, яка раніше була оточена великою кількістю церемоніальних вправ. Коли сонце сідає, чоловіки збираються в альтанки, кількість яких залежить від племені. Жінки та діти сидять навколо церемоніальної площі біля альтанок. Ведучий вождя викличе того, хто буде вести першу пісню, і попросить усіх чоловіків сказати «гоу» і підійти. Тоді всі чоловіки кличуть жінок вперед, називаючи їх «черепашками», бо вони трясуть мушлями на ногах. Після цього жінки виходять вперед і всі вони танцюють різні танці упродовж ночі, наприклад, танець змії, танець дружби, танець зі стрічками тощо. Учасники «доторкаються до ліків» протягом ночі, що має на меті дати учасникам очищення та силу.
Часто на зібранні учасники їдять традиційні страви. Такі страви, як мамалига, кукурудзяний хліб, пашофа, вареники з лугом/виноградом, солоне м'ясо, смажений хліб, дика цибуля/пандуси та овочі-три сестри зазвичай їдять на танцях. Спільнота дуже важлива для племен, оскільки вона зберігає вчення та практики, які без неї можуть бути втрачені. Стомп-данс — це лише один із способів спілкування племен.

## Церемонії

### Церемонія зеленої кукурудзи
Церемонія зеленої кукурудзи — це щорічна церемонія, яку практикують різні індіанські народи, пов'язана з початком щорічного збору врожаю кукурудзи.

### Сонячний танець
Танець сонця — це релігійна церемонія, яка практикується багатьма індіанцями та корінними націями, насамперед представниками рівнинних народів. Кожне плем'я, яке має певний тип церемонії танцю на сонці, має свої власні практики та церемоніальні протоколи. У багатьох випадках церемонія проводиться приватно і не відкрита для публіки. Більшість подробиць церемонії зберігаються від громадськості з великої поваги до традиційних способів і бажання захистити їх. Багато церемоній мають спільні риси, такі як особливі танці та пісні, що передаються багатьма поколіннями, використання традиційних барабанів, священної сопілки, молитви, пост і, в деяких випадках, проколювання шкіри.
У Канаді рівнинні крі називають цю церемонію танцем жаги; сольто (рівнини оджибве) називають це танцем дощу; а Чорноногі (сіксіка, кайнаї та піікані) називають це Танцем медицини. Його також практикують канадські дакота і накода, а також дене.

## Релігійні лідери
Лідери корінних релігій включають Попе, який очолював повстання пуебло в 1675 році, Кваутлатаса, який надихнув повстання тепехуан проти іспанців у 1616 році, Неоліна, Тенскватаву, Кенекука, Смохаллу, Джона Слокума, Вовоку, Чорного Лося та багатьох інших.

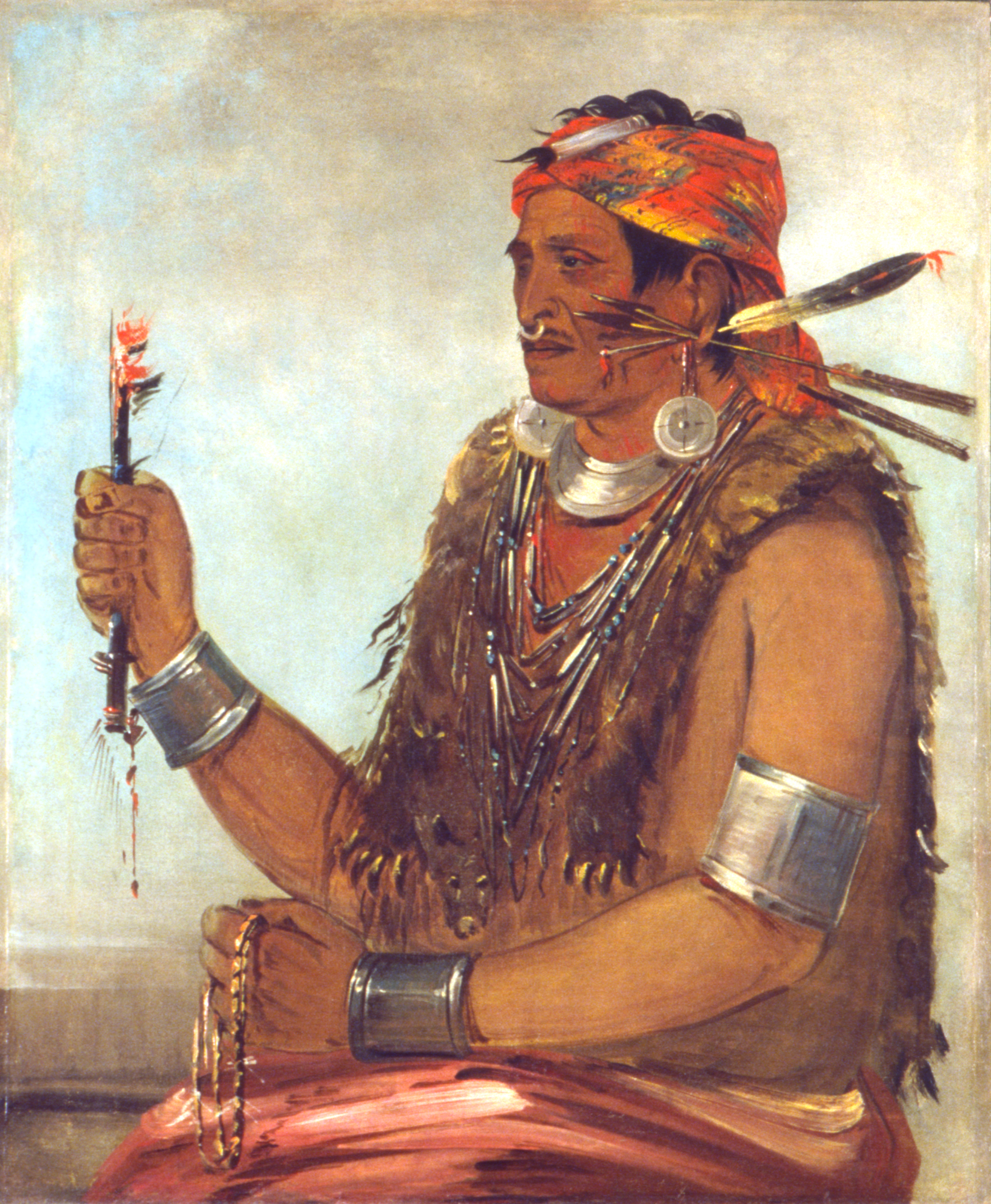
Тенскватава, Джордж Кетлін.

Час від часу важливі релігійні лідери організовували відродження. В Індіані в 1805 році Тенскватава (американці його називали пророком Шоуні) очолив релігійне відродження після епідемії віспи та серії полювання на відьом. Його переконання ґрунтувалися на попередніх вченнях пророків ленапе Скаттамека та Неоліна, які передбачили майбутній апокаліпсис, який знищить європейсько-американських поселенців. Тенскватава закликав племена відмовитися від способів американців: відмовитися від вогнепальної зброї, алкоголю, одягу в американському стилі, платити торговцям лише половину вартості їхніх боргів і утримуватися від передачі будь-яких земель Сполученим Штатам. Відродження призвело до війни під проводом його брата Текумсе проти білих поселенців. Хуан де ла Круз Пук став розглядатися як пророк між юкатецькими майя під час расової війни. Проповіді та пророцтва Хуана були збережені в A'almaj T'aan (Крузообська Біблія) і досі актуальні для юкатецького народу майя.

## Законодавство Конгресу

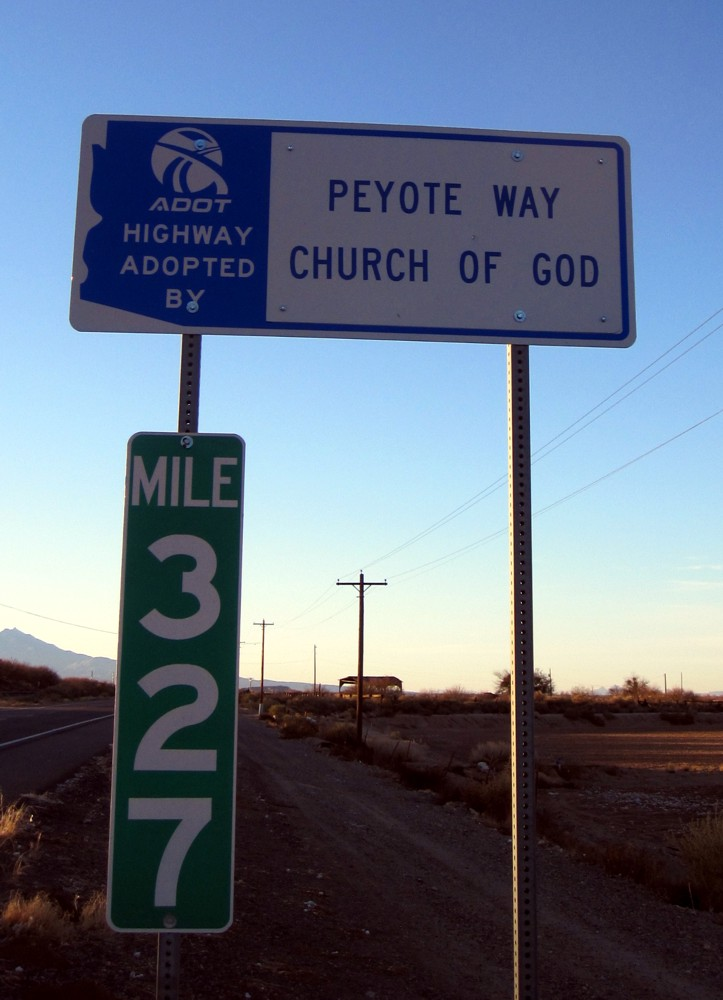
Знак індіанської церкви

### Закон про свободу віросповідання американських індіанців
Закон про релігійну свободу американських індіанців — це федеральний закон Сполучених Штатів і спільна резолюція Конгресу, яка забезпечує захист племінної культури та традиційних релігійних прав, таких як доступ до священних місць, свобода поклоніння через традиційні церемонії, а також використання та володіння священними об'єктами для корінних американців, інуїтів, алеутів та корінних гавайців. Він був ухвалений 11 серпня 1978 року.

### Закон про захист могил корінних американців і репатріацію
Закон про захист могил корінних американців і репатріацію (NAGPRA), Pub. Л. 101—601, 104 Стат. 3048 — це федеральний закон Сполучених Штатів, прийнятий 16 листопада 1990 року, який вимагає від федеральних агенцій та установ, які отримують федеральне фінансування, повертати індіанські культурні пам'ятки та людські останки їхнім відповідним народам. До предметів культури відносяться предмети поховання, сакральні предмети, предмети культурної спадщини.

### Закон про відновлення свободи віросповідання
Закон про відновлення релігійної свободи 1993 року (також відомий як RFRA) — це федеральний закон Сполучених Штатів 1993 року, спрямований на запобігання законам, які суттєво обтяжують вільне сповідування релігії. Його було визнано неконституційним у застосуванні до штатів у рішенні «Місто Боерн проти Флореса» в 1997 році, яке постановило, що RFRA не є належним застосуванням повноважень Конгресу щодо забезпечення виконання. Однак воно продовжує застосовуватися до федерального уряду — наприклад, у справі Gonzales v. O Centro Espirita Beneficente Uniao do Vegetal — оскільки Конгрес має широкі повноваження виділяти винятки з федеральних законів і правил, які він сам дозволив. У відповідь на справу «Місто Боерн проти Флореса» деякі окремі штати прийняли державні акти про відновлення свободи віросповідання, які стосуються урядів штатів і місцевих муніципалітетів.

### Декларація прав корінних народів
Декларація ООН про права корінних народів була прийнята Генеральною Асамблеєю ООН під час її 61-ї сесії в штаб-квартирі ООН у Нью-Йорку 13 вересня 2007 року. Стаття 31, зокрема, підкреслює, що корінні народи мають право на свою культурну спадщину, включаючи церемоніальні знання, як охоронювану інтелектуальну власність.

### Священні місця
Священні місця корінного населення можна описати як «конкретне, окреме, вузько окреслене місце на федеральній землі, визначене індіанським племенем або індіанською особою, визначеною як відповідний авторитетний представник індіанської релігії, як священне в силу встановленої релігійної значення для індійської релігії або її церемоніальне використання».